# Малый Остров
Малый Остров — упразднённый посёлок в Ишимском районе Тюменской области России. Входил в состав Плешковского сельского поселения. Исключен из учётных данных в 2004 году (фактически включен в состав села Плешково)

## История
До 1917 года входил в состав Жиляковской волости Ишимского уезда Тюменской губернии. По данным на 1926 год деревня Малый Остров состояла из 23 хозяйств. В административном отношении входила в состав Плешковского сельсовета Жиляковского района Ишимского округа Уральской области.

## Население
| 1989 | 2002 |
| ---- | ---- |
| 61   | →61  |

По данным переписи 1926 года в деревне проживало 129 человек (59 мужчин и 70 женщин), в том числе: русские составляли 100 % населения.
Согласно результатам переписи 2002 года, в национальной структуре населения русские составляли 90 % из 61 чел.